# 茂文·道格拉斯
茂文·道格拉斯（英語：Melvyn Douglas，1901年4月5日—1981年8月4日），出生名茂文·爱德华·赫塞尔伯格（英語：Melvyn Edouard Hesselberg），美国男演员，曾两次获奥斯卡最佳男配角奖。道格拉斯是24位实现表演奖大满贯的演员之一。